# Castell de Polpís
El castell de Polpís és un recinte fortificat del qual es conserven algunes restes, que es troba al cim d'un puig a la serra d'Irta, a 2 km de Santa Magdalena de Polpís, ocupant més de 2.000 m².

## Història
El castell de Polpís, recinte originalment musulmà (XI-XII), fou pres per Alfons II i atorgat el 1190 a l'orde del Temple, el qual el va perdre de seguida a mans dels musulmans. Fou definitivament conquerit el 1233 per Jaume I, al mateix temps que Peníscola. El 1244 quedà en possessió de l'orde de Calatrava, i l'any 1277 passa als templers fins a la seva dissolució, en què queda en mans de l'orde de Montesa, dins la jurisdicció del comanador de Xivert.
El castell fou reconstruït i ampliat durant el període inicial de la possessió cristiana, per garantir les terres conquerides, i mantingut, amb més o menys cura fins al segle xvi, davant el perill dels pirates barbarescos. Després, sense cap utilitat militar, fou abandonat i anà progressivament deteriorant-se.
El castell està protegit mitjançant la declaració genèrica del Decret de 22 d'abril de 1949, del Ministeri d'Educació Nacional, sobre protecció dels castells, publicat en el BOE el 5 de maig de 1949. Posteriorment, amb la Llei 16/1985, de 25 de juny, del Patrimoni Històric, en la primera i segona disposicions addicional, es declara Bé d'Interés Cultural. I continua la protecció i aquesta qualificació, amb la disposició addicional segona de la Llei 4/1998, d'11 de juny, del Patrimoni Cultural Valencià.
Actualment és propietat de la Diputació de Castelló.

## Estructura
És un castell de muntanya de planta quadrangular amb un perímetre irregular i un únic recinte, protegida la seua única entrada per una gran torre de l'Homenatge, i dos llenços de mur per davant, que obliguen a un accés colzat.
Conserva restes de les diferents obres i reformes que s'hi han anat realitzant; així, la primitiva obra musulmana fou objecte de nombroses reformes templeres. En l'actualitat, encara es poden identificar la torre de l'Homenatge, la porta d'accés, torres quadrades, murs del perímetre, i l'aljub. Els murs de la part de l'entrada són musulmans, mentre la resta d'estructures conservades són templeres.